# Hažín
Hažín je obec na Slovensku, v okrese Michalovce v Košickém kraji. V roce 2011 zde žilo 466 obyvatel.

## Poloha
Obec leží v severní části Východoslovenské nížiny, jižně od Zemplínské Šíravy, v aluviální nivě Čierné vody. Jihovýchodní část území zasahuje až do chráněné přírodní oblasti a chráněného ptačího území Senianských rybníků. Nadmořská výška se pohybuje v rozmezí 101 až 146 m n. m., střed obce je ve výšce 120 m. Obec je vzdálená od hlavního města Bratislavy 470 km, krajského města Košice 69,7 km a okresního města Michalovce 9,6 km, sousedí se sedmi obcemi: Iňačovce, Jastrabie pri Michalovciach, Lúčky, Zalužice, Závadka, Blatné Remety a Blatné Revištia.

## Historie
Archeologické nálezy na území obce dokládají osídlení v 9. – 10. století. První písemná zmínka o obci pochází z roku 1336, kde je uváděn jako Kysgesun. Hažín byl v majetku šlechtického rodu z Michalovců. Na začátku 18. století se obec vylidnila. V roce 1828 bylo v obci 67 domů a 652 obyvatel.
Kolem roku 1786 vznikl řeckokatolický farní úřad a při něm byla založena i škola. V roce 1891 byla postavena nová školní budova. Výuka probíhala až do roku 1977. Mateřská školka byla otevřena v roce 1957 a její činnost byla ukončena v roce 2001.
Hlavní obživou bylo zemědělství a chov dobytka.
Po roce 1960 je Hažín administrativně zařazen pod okres Michalovce ve Východoslovenském kraji.

## Památky
- Řeckokatolický kostel Nanebevstoupení Páně z roku 1786 postavený v klasicistním slohu a přestavěn v roce 1886.[9][10]